# Bernard White

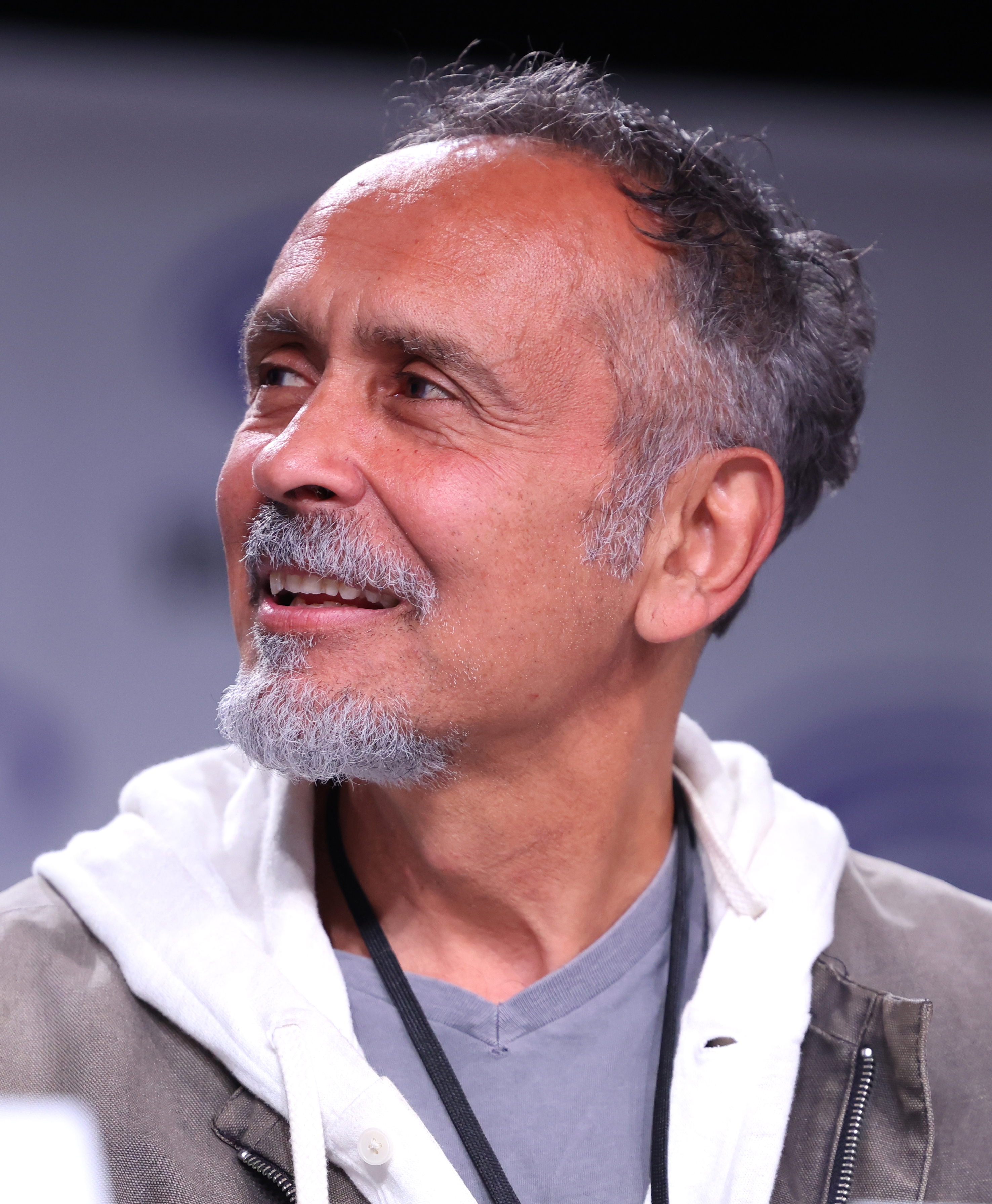
Bernard White (2025)

Bernard White (* 8. Juni 1959 in Colombo, Sri Lanka) ist ein US-amerikanischer Schauspieler und Filmproduzent.

## Leben
White wuchs in den Vereinigten Staaten auf und studierte an der Michigan State University. Er steht der ersten Hälfte der 1980er-Jahre regelmäßig vor der Kamera. Beim Film The Want (2001) führte er Regie und schrieb das Drehbuch. In der Mystery-Komödie Equation (2002) übernahm er die Hauptrolle. Im Horrorfilm Quarantäne trat er neben Jennifer Carpenter, Johnathon Schaech und Rade Šerbedžija auf.
White war mit den Schauspielerinnen Julia Campbell und Nathalie Canessa-White verheiratet. Der Schauspieler lebt in Los Angeles.

## Filmografie (Auswahl)
- 1983–1984: Zeit der Sehnsucht (Days of Our Lives, Fernsehserie, mind. 7 Folgen)
- 1985: The Last Hunt
- 1985: Nichts als Sex und Chaos (American Drive-In)
- 1985: Street Hawk (Fernsehserie, Folge 1x03)
- 1985–1987: California Clan (Santa Barbara, Fernsehserie, 25 Folgen)
- 1987: Mord ist ihr Hobby (Murder, She Wrote, Fernsehserie, Folge 4x10)
- 1995: Mauer des Schweigens (The Killers Within)
- 1995: Unter Anklage – Der Fall McMartin (Indictment: The McMartin Trial, Fernsehfilm)
- 1996–2004: JAG – Im Auftrag der Ehre (JAG, Fernsehserie, 5 Folgen)
- 1998: Stadt der Engel (City of Angels)
- 2000: Das Glücksprinzip (Pay It Forward)
- 2001: Akte X – Die unheimlichen Fälle des FBI (The X-Files, Fernsehserie, Folge 8x14 Es ist zu spät)
- 2001: Alias – Die Agentin (Fernsehserie, Folge 1x04 Zerrissenes Herz)
- 2002: The Scorpion King
- 2002: Equation (Kurzfilm)
- 2002: CSI: Miami (Fernsehserie, Folge 1x05)
- 2003: 24 (Fernsehserie, Folgen 2x11–2x12)
- 2003: Crossing Jordan – Pathologin mit Profil (Crossing Jordan, Fernsehserie, Folge 2x21)
- 2003: Matrix Reloaded (The Matrix Reloaded)
- 2003: Matrix Revolutions (The Matrix Revolutions)
- 2007: The Unit – Eine Frage der Ehre (The Unit, Fernsehserie, Folge 2x17)
- 2007: Die verborgene Welt (The World Unseen)
- 2008: Quarantäne
- 2009: Navy CIS (Fernsehserie, Folge 6x13)
- 2009: Alvin und die Chipmunks 2 (Alvin and the Chipmunks: The Squeakquel)
- 2010: It’s Kind of a Funny Story
- 2013: Castle (Fernsehserie, Folgen 5x15–5x16)
- 2014–2017: Silicon Valley (Fernsehserie, 10 Folgen)
- 2014: The Return of the First Avenger (Captain America: The Winter Soldier)
- 2015: The Brink – Die Welt am Abgrund (The Brink, Fernsehserie, 4 Folgen)
- 2017: Homeland (Fernsehserie, 3 Folgen)
- 2020: Evil Eye
- 2024: Ghosts (Fernsehserie, 2 Folgen)